# Ehud Hrushovski
Ehud Hrushovski (1959) é um matemático israelense. É especialista em lógica matemática.
É professor de matemática da Universidade Hebraica de Jerusalém. Seu pai, Benjamin Harshav, é professor emérito de literatura comparada da Universidade Yale e da Universidade de Tel Aviv.
Hrushovski é conhecido por seu trabalho em teoria dos modelos, em particular o ramo que se tornou conhecido como teoria geometrica de modelos. É fellow da Academia de Artes e Ciências dos Estados Unidos (2007) e membro da Academia de Ciências e Humanidades de Israel (2008).